# Habrodesmoides
Habrodesmoides är ett släkte av mångfotingar. Habrodesmoides ingår i familjen orangeridubbelfotingar.
Kladogram enligt Catalogue of Life:
| Habrodesmoides | \| \| Habrodesmoides costalimai \| \| \| \| \| \| Habrodesmoides perturbans \| \| \| \| |
|                | \| \| Habrodesmoides costalimai \| \| \| \| \| \| Habrodesmoides perturbans \| \| \| \| |
|                | Habrodesmoides costalimai                                                               |
|                |                                                                                         |
|                | Habrodesmoides perturbans                                                               |
|                |                                                                                         |